# تشارلي بيثل
تشارلي بيثل هو سياسي أمريكي، ولد في 1976 في أثينا في الولايات المتحدة. نشط حزبياً في الحزب الجمهوري. وقد انتخب عضو مجلس ولاية جورجيا ‏.

## وصلات خارجية
- الموقع الرسمي